# Liste der Bürgermeister von Beekdaelen
Dies ist die Liste der Bürgermeister der Gemeinde Beekdaelen in der niederländischen Provinz Limburg seit ihrer Gründung am 1. Januar 2019.
| Bürgermeister | Bürgermeister | Partei | Partei | Amtszeit | Anmerkungen   |
| ------------- | ------------- | ------ | ------ | -------- | ------------- |
| Bas Verkerk   | Bas Verkerk   |        | VVD    | 2019     | kommissarisch |
| Eric Geurts   | Eric Geurts   |        | PvdA   | 2019–    | [ 2 ]         |